# Café liégeois

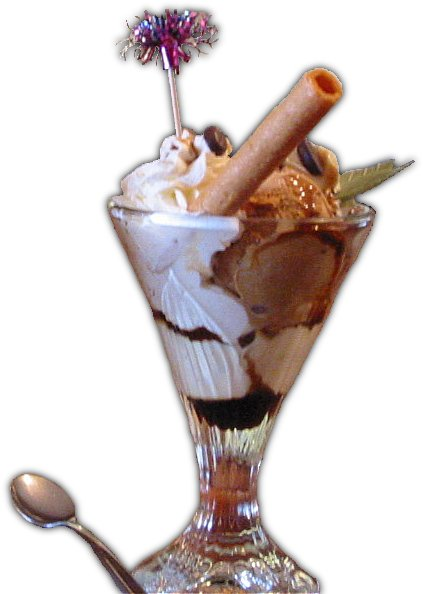
Café liégeois.

El café liégeois o café de Lieja es un postre helado de origen francés hecho de café ligeramente endulzado, helado de café y crema chantillí.
Para elaborarlo se refrigera un vaso o copa grande de cristal con la cantidad adecuada de café endulzado, añadiendo el helado y la crema chantillí justo antes de servir. A menudo se espolvorean encima granos de café tostado machacados, como decoración. Existe otra versión con chocolate que se llama Chocolat liégeois.
Contra lo que pueda parecer, el café liégeois no fue creado en Lieja. De hecho, originalmente se conocía en Francia como café viennois (‘café vienés’). Sin embargo, durante la Primera Guerra Mundial, con la Batalla de Lieja en pleno auge, los cafés parisinos empezaron a nombrar el postre en honor de los fuertes belgas. Curiosamente, durante un tiempo, en Lieja siguió conociéndose como café viennois.
- Datos: Q2080641
- Multimedia: Café liégeois / Q2080641